# OGLE-TR-10
OGLE-TR-10 é uma estrela na constelação de Sagittarius, na direção do centro galáctico. É uma estrela do tipo solar pouco brilhante com uma magnitude aparente visual de 15,78. Medições de paralaxe pelo satélite Gaia indicam que está a aproximadamente 1 390 parsecs (4 500 anos-luz) da Terra, um valor próximo do estimado por métodos indiretos, de 1 326 parsecs. A essa distância, sua magnitude é diminuída em 1,16 devido à extinção causada por gás e poeira no meio interestelar.
OGLE-TR-10 é notável por possui um dos primeiros planetas extrassolares em trânsito descobertos, detectado em 2002 pelo projeto OGLE e confirmado em 2005. Esse objeto é um Júpiter quente em uma órbita de apenas 3,1 dias, com uma massa de cerca de 60% da massa de Júpiter e um raio inflado de 125% do raio de Júpiter.

## História de observação
Em 2002 esta estrela foi identificada como um candidato a ter um planeta extrassolar em trânsito pelo projeto Optical Gravitational Lensing Experiment (OGLE), em uma pesquisa fotométrica de cinco milhões de estrelas na direção do centro da Galáxia. De um total de 52 mil estrelas observadas com a precisão fotométrica suficiente, 46 apresentaram variação na sua curva de luz consistente com um objeto em trânsito, sendo OGLE-TR-10 um dos dois casos mais promissores de trânsitos planetários. Se confirmado como planeta, este seria um Júpiter quente com um período orbital de 3,1 dias e um raio estimado de 1,1 vezes o raio de Júpiter.
Nos anos seguintes, observações espectroscópicas da estrela pelos espectrógrafos HIRES (no Telescópio Keck I), UVES e FLAMES (no Very Large Telescope) foram usadas para determinar o deslocamento Doppler da estrela causado por esse planeta, permitindo estimar uma massa para o objeto, mas ainda não conseguiram provar sua existência pois o sinal periódico na curva de luz da estrela poderia ser causado por uma binária eclipsante distante no mesmo campo visual. Em 2005, um estudo mostrou que o sinal espectral esperado desse cenário é significativamente diferente do observado, e a existência do planeta foi confirmada.  Esse foi o sétimo planeta extrassolar observado em trânsito, e o quinto descoberto pelo OGLE.

## Características
Os parâmetros fundamentais de OGLE-TR-10 são difíceis de determinar devido ao brilho extremamente baixo da estrela (magnitude aparente visual 15,8) e à grande densidade de estrelas no seu campo visual, tornando observações espectroscópicas pouco precisas. Seu tipo espectral já foi estimado em G2V, o mesmo que o do Sol, tornando a estrela uma anã amarela. A temperatura efetiva da estrela já foi estimada entre 5 800 e 6 200 K e a metalicidade entre [Fe/H] = 0,0 (mesma concentração de ferro que o Sol) e [Fe/H] = 0,3 (duas vezes a concentração de ferro do Sol), gerando estimativas diferentes para a massa e raio da estrela e consequentemente para o planeta. Um estudo de 2008, a partir de uma média de diferentes parâmetros espectroscópicos, estimou por modelos evolucionários uma massa de 1,14 vezes a massa solar, um raio de 1,17 vezes o raio solar e uma luminosidade de 1,54 vezes a solar, mas as incertezas são grandes.
Durante uma observação de um trânsito da estrela, em junho de 2007, uma erupção (flare) foi observada, com liberação de energia estimada de 1032 erg/s. Junto com uma alta luminosidade de raios X de 2×1030 erg/s, isso sugere que OGLE-TR-10 é uma estrela cromosfericamente ativa.
| Massa (M☉)         | Raio (R☉)       | Temperatura efetiva (K) | Metalicidade ([Fe/H]) | Ref.   |
| ------------------ | --------------- | ----------------------- | --------------------- | ------ |
| 1,22 ± 0,045       | 1,21 ± 0,066    | 6220 ± 140              | 0,39 ± 0,14           | [ 10 ] |
| 1,00 ± 0,05        | 1,00 ± 0,10     | 5800 ± 100              | 0,0 ± 0,2             | [ 3 ]  |
| 1,17 ± 0,04        | 1,14 ± 0,05     | 6075 ± 86               | 0,28 ± 0,10           | [ 12 ] |
| 1,025+0,125 −0,120 | 1,095 ± 0,073   | 5800 ± 100              | 0,0 ± 0,2             | [ 6 ]  |
| 1,10 ± 0,05        | 1,14+0,11 −0,06 | 5960 ± 100              | 0,15 ± 0,1            | [ 13 ] |
| 1,14+0,10 −0,12    | 1,17+0,13 −0,11 | 5950 ± 130              | 0,15 ± 0,15           | [ 5 ]  |

## Sistema planetário
O planeta orbitando OGLE-TR-10, denominado OGLE-TR-10b, é um Júpiter quente típico situado a uma distância de apenas 0,04 UA da estrela. Sua órbita circular tem um período de 3,101 dias e está inclinada em 89° em relação ao plano do céu. Sua massa pode ser calculada a partir da variação na velocidade radial da estrela causada pela gravidade do planeta, sendo estimada em 0,62 vezes a massa de Júpiter. A partir da curva de luz de trânsito da estrela, com uma diminuição no brilho de 0,0152 magnitudes, o raio do planeta é estimado em 1,25 vezes o raio de Júpiter, correspondendo a uma baixa densidade de 0,40 g/cm3. Esse fenômeno de inflação no raio planetário devido à alta irradiação estelar é observado em vários Júpiteres quentes e representa um desafio aos modelos planetários.
| Planeta | Massa          | Semieixo maior (UA) | Período orbital (dias) | Excentricidade | Inclinação  |
| ------- | -------------- | ------------------- | ---------------------- | -------------- | ----------- |
| b       | 0,57 ± 0,12 MJ | 0,04162 ± 0,00069   | 3,101386 ± 0,000030    | 0              | 89,2 ± 2,0° |

| Massa (MJ)  | Raio (RJ)               | Densidade resultante (g/cm3) | Ref.   |
| ----------- | ----------------------- | ---------------------------- | ------ |
|             | ~1,1                    |                              | [ 8 ]  |
| 0,7 ± 0,3   | ~1,3                    | 0,42                         | [ 9 ]  |
| 0,66 ± 0,21 | 1,54 ± 0,12             | 0,24                         | [ 10 ] |
| 0,57 ± 0,12 | 1,24 ± 0,09             | 0,38 ± 0,10                  | [ 3 ]  |
| 0,63 ± 0,14 | 1,14 ± 0,09 1,43 ± 0,10 | 0,56 0,29                    | [ 12 ] |
|             | 1,056 ± 0,083           |                              | [ 6 ]  |
| 0,61 ± 0,13 | 1,22+0,12 −0,07         | 0,45                         | [ 13 ] |
| 0,62 ± 0,14 | 1,25+0,14 −0,12         | 0,40+0,18 −0,12              | [ 5 ]  |